# Arkhànguel
|  | No s'ha de confondre amb Arkhànguelsk. |

Arkhànguel (en rus: Архангел) és un poble de l'óblast de Vladímir, a Rússia, segons el cens del 2010 tenia 396 habitants. Pertany al districte municipal de Mélenki.